# Tom Dumoulin
Tom Dumoulin(Maastrich, Países Bajos, 11 de noviembre de 1990) es un ciclista neerlandés retirado, que corrió en su última temporada para el UCI WorldTeam Team Jumbo-Visma. Ganador del Giro de Italia 2017 y de nueve etapas en Grandes Vueltas, también consiguió cinco medallas en tres Campeonatos del Mundo diferentes y dos medallas de plata olímpicas. En 2017 fue segundo en la Bicicleta de Oro al mejor ciclista del año.

## Biografía

### Inicios
En 2010, ganó el Gran Premio de Portugal y la contrarreloj del Girobio. Al final de la temporada fue seleccionado para participar en los Campeonatos del mundo sub-23 en Melbourne, en Australia. Quedó séptimo en la prueba contrarreloj y 80.º de la prueba en línea.
La temporada 2011 la disputó con el equipo Rabobank Continental Team, filial del equipo UCI ProTeam Rabobank. y en 2012 pasó al equipo Argos-Shimano. con el que al año siguiente obtuvo grandes resultados nacionales al ser 3.º en el Campeonato de los Países Bajos Contrarreloj y 2.º en el Campeonato de los Países Bajos en Ruta.

### 2014
El 2014 fue mejor año hasta ese momento ya que su progreso en etapas contrarreloj lo llevó a ser campeón de su país. También obtuvo otras victorias como en el Eneco Tour 2014 y el Critérium Internacional y ha sido segundo en varias etapas de esta especialidad como en la Vuelta a Bélgica, la Vuelta a Suiza, el Tour de Francia, siendo superado solo por el campeón del mundo Tony Martin.
El colofón a su gran temporada, fue lograr el tercer puesto en la contrarreloj individual en el mundial de ciclismo de Ponferrada (España).

### 2015
Sin embargo, fue 2015 el año de su explosión definitiva. Ganó etapas contra el reloj en la Vuelta al País Vasco y en la Vuelta a Suiza en la que además fue 3.º en la general final, pero su rendimiento se vio muy mejorado en la montaña. 
En el Tour de Francia fue 3.º en la contrarreloj inicial en su país y dos días después tuvo que abandonar la carrera cuando marchaba en el mismo puesto en la general debido a una dura caída camino de Huy. 
Debido a esto corrió la Vuelta a España. En la primera etapa en línea ya fue segundo en Caminito del Rey y en la quinta se alzó como líder de la clasificación general, puesto que perdería el día siguiente en detrimento de Esteban Chaves. Sin embargo en la novena etapa con final en alto, en Cumbre del Sol ganó la etapa por delante de Joaquim Rodríguez y Chris Froome y de nuevo se vistió con el maillot rojo de líder de la general que aguantaría dos días. Lo perdió en la etapa reina de la Vuelta en Andorra y en las etapas de alta montaña de Asturias estuvo siempre con los mejores hasta los últimos kilómetros, lo que le hizo no perder demasiado tiempo y llegar a la larga contrarreloj de Burgos con tan solo 1:50 de desventaja sobre Joaquim Rodríguez, por lo que pasó a ser considerado como el gran favorito para llevarse la ronda española. Las apuestas sobre el holandés no fallaron y tras hacer una magnífica contrarreloj se puso el maillot rojo y logró la victoria de etapa, sin embargo, Fabio Aru se mantuvo a sólo 3 segundos en la general. Consiguió ampliar su ventaja a 6 segundos en la 19.º etapa en Ávila con final en un repecho adoquinado. Pero en la penúltima etapa, su máximo rival, Aru atacó a falta de 40 km para la meta y con la ayuda del equipo consiguieron dejarlo atrás por lo que quedó relegado a la 6.º posición de la general. Fue galardonado como el ciclista más combativo de la edición, lo que le valió para subirse al podio final en Madrid tras su gran actuación.

### 2016

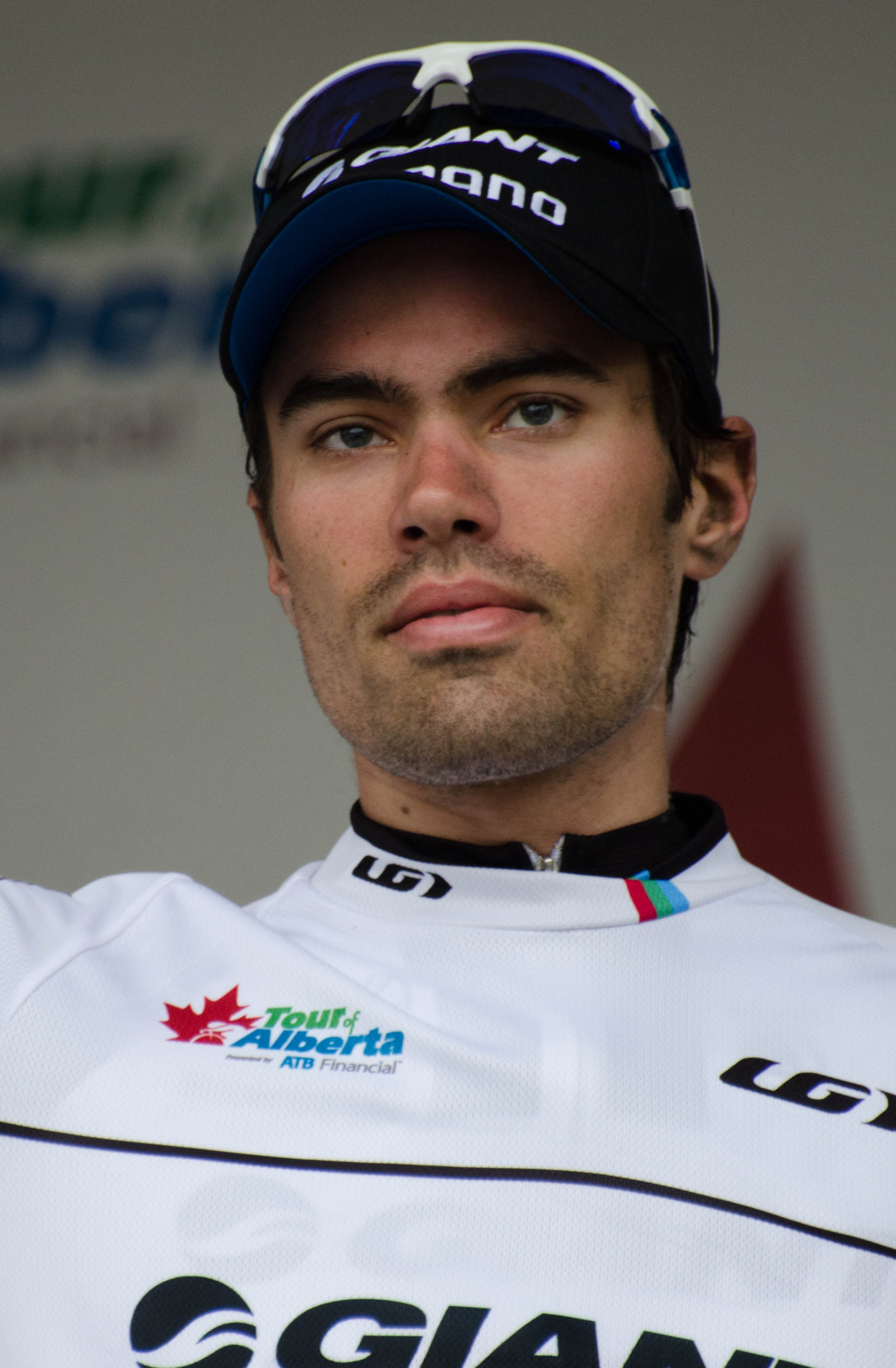
Tom Dumoulin

Participa en su primer Giro de Italia en donde tuvo una brillante actuación ganando la contrarreloj inicial y así convertirse en el primer líder de la carrera italiana, sin embargo tuvo que abandonar en la etapa 7 por una enfermedad.
Después de haber tenido su participación en el Giro participó en los Campeonatos Holandeses de Ciclismo en donde gana la contrarreloj individual por delante de Wilco Kelderman.
Luego más tarde participa en el Tour de Francia, en donde ganó 2 etapas una de montaña y otro en contrarreloj individual, desafortunadamente le toca abandonar por una fractura de muñeca en la etapa 18.
Pero la fractura no le impidió obtener plata en la contrarreloj de los 
Juegos Olímpicos de Río 2016.

### 2017: Giro de Italia y Campeón del Mundo Contrarreloj
Dumoulin comenzó su temporada en el Tour de Abu Dhabi, donde quedó en tercer lugar en la clasificación general (superado por Rui Costa e Ilnur Zakarin) después de realizar una buena actuación en la única etapa montañosa de la carrera con llegada en Jebel Hafeet.
Ganó el Giro de Italia por delante de rivales como Nairo Quintana y Vincenzo Nibali. Fue para él su primer triunfo en una gran vuelta por etapas, ganando dos de ellas, una contrarreloj y otra de alta montaña. Además, se convirtió en el primer holandés en ganar el Giro.
Cuatro meses más tarde gana el Campeonato Mundial Contrarreloj, superando a corredores como Primož Roglič y Chris Froome, en Bergen, Noruega.
 Además, meses antes se había proclamado campeón de Holanda en esta misma especialidad.

### 2018
El año 2018 siguió siendo exitoso para Dumoulin, ya que subió al podio en las dos Grandes Vueltas en que participó (Giro y Tour). Quedó 2.º en ambas por detrás de los corredores del Sky, Chris Froome y Geraint Thomas, respectivamente. Dumoulin tuvo opciones de haber ganado las 2 pruebas, ya que se le vio fuerte, siempre situado con los mejores y consiguió ganar una etapa en ambas pruebas.
En el Campeonato Mundial Contrarreloj quedaría 2.º por detrás de Rohan Dennis, a más de 1 minuto.

### 2019
2019 fue un mal año para Dumoulin. Tras un buen cuarto puesto en la Tirreno-Adriático, Dumoulin se vio obligado a retirarse del Giro de Italia por una caída que dañó la rodilla, no llegó a tiempo al Tour de Francia y se desentendió de La Vuelta mientras se resolvía su fichaje por el Jumbo-Visma.

### 2020: Temporada marcada por el COVID-19
Debido a la pandemia por COVID-19, el comienzo de la temporada 2020 se retrasó hasta agosto.
Dumoulin disputó el Dauphiné en vista a prepararse para el Tour de Francia, quedando 7.º en la clasificación general. Al Tour llegó como colíder junto al esloveno Primož Roglič, vigente campeón de la Vuelta a España, aunque finalmente no presentaría su mejor nivel y quedaría relegado como gregario de lujo de Roglič, y finalizaría 7.º, a más de 7 minutos del ganador final, Tadej Pogačar, y tras firmar una gran contrarreloj el penúltimo día, aunque sin hacerse con la victoria y a más de 1 minuto del ganador de la etapa, el propio Pogačar. A continuación, participaría en el Campeonato del Mundo, donde podría tener la oportunidad de reivindicarse como uno de los mejores contrarrelojistas, y ser uno de los favoritos en la prueba en ruta. Sin embargo, firmaría una contrarreloj, por debajo de las expectativas, terminado 10.º, a 1 minuto 14 segundos del ganador, Filippo Ganna. En la prueba en ruta, protagonizaría un tímido ataque en unas de las cotas, aunque finalizaría 14.º, a 53 segundos del ganador, Julian Alaphilippe, aunque sin opciones de victoria. Después del mundial, se presentaría en las Ardenas para participar en el Tríptico de las Ardenas, que quedaría convertida en dúo tras la cancelación de la Amstel Gold Race. En la Flecha Valona, abandonaría, tras pasar descolgado en la primera pasada por el Muro de Huy, y en la Lieja-Bastoña-Lieja, terminaría en 12.º, aunque sería una pieza clave en la victoria de su compañero Roglič, al que ayudaría haciendo una selección en la última cota.

En unas declaraciones previas a la Vuelta a España, afirmaría que su estado de forma durante y después del Tour, iba en aumento y que llegaría a La Vuelta como colíder del campeón del año pasado, Roglič, dispuesto a luchar por la victoria. Sin embargo, ya en la 1.ª etapa, perdería 51 segundos, terminando 16.º en la etapa y en la misma posición en la general provisional, perdiendo casi seguramente todas sus opciones personales de luchar por ganar la general y teniendo que sacrificarse por su líder, Roglič. Finalmente, abandona La Vuelta en la 8.ª etapa, mientras se encontraba en el puesto 53.º de la general en el momento de su retirada.

### 2021: Retirada temporal y plata olímpica
En enero de 2021 anunció que dejaba de competir de manera temporal. En mayo decidió volver a la competición, compitiendo por primera vez en la temporada en la Vuelta a Suiza.
Tras participar en Suiza, se proclamó campeón de los Países Bajos por cuarta vez en su carrera. Después de eso, participó en los Juegos Olímpicos de Tokio de 2020, participando en las modalidades de ruta y contrarreloj. En la prueba en ruta finalizó en 44.º lugar, llegando el éxito en la prueba de contrarreloj, donde finalizó en segunda posición que le otorgaba la medalla de plata.

### 2022: Retirada definitiva
El 3 de junio de 2022 anunció que ese sería su último año como profesional. En principio su retirada estaba prevista para final de temporada, pero finalmente la adelantó al 15 de agosto cuando apenas contaba con 31 años de edad.

## Palmarés
| 2010 (como amateur) - Gran Premio de Portugal, más 1 etapa - 1 etapa del Girobio 2011 - Triptyque des Monts et Châteaux 2013 - 3.º en el Campeonato de los Países Bajos Contrarreloj - 2.º en el Campeonato de los Países Bajos en Ruta 2014 - 1 etapa del Critérium Internacional - Campeonato de los Países Bajos Contrarreloj - 1 etapa del Eneco Tour - 1 etapa del Tour de Alberta - 3.º en el Campeonato Mundial Contrarreloj 2015 - 1 etapa de la Vuelta al País Vasco - 2 etapas de la Vuelta a Suiza - 2 etapas de la Vuelta a España, más el premio de la combatividad 2016 - 1 etapa del Giro de Italia - Campeonato de los Países Bajos Contrarreloj - 2 etapas del Tour de Francia - 2.º en los Juegos Olímpicos Contrarreloj | 2017 - Giro de Italia , más 2 etapas - Campeonato de los Países Bajos Contrarreloj - BinckBank Tour - Campeonato Mundial Contrarreloj 2018 - 2.º en el Giro de Italia, más 1 etapa - 2.º en el Tour de Francia, más 1 etapa - 2.º en el Campeonato Mundial Contrarreloj 2021 - Campeonato de los Países Bajos Contrarreloj - 2.º en los Juegos Olímpicos Contrarreloj 2022 - 2.º en el Campeonato de los Países Bajos Contrarreloj |

## Resultados

### Grandes Vueltas
| Carrera | Carrera         | 2011 | 2012 | 2013 | 2014 | 2015 | 2016 | 2017 | 2018 | 2019 | 2020 | 2021 | 2022 |
| ------- | --------------- | ---- | ---- | ---- | ---- | ---- | ---- | ---- | ---- | ---- | ---- | ---- | ---- |
|         | Giro de Italia  | —    | —    | —    | —    | —    | Ab.  | 1.º  | 2.º  | Ab.  | —    | —    | Ab.  |
|         | Tour de Francia | —    | —    | 41.º | 33.º | Ab.  | Ab.  | —    | 2.º  | —    | 7.º  | —    | —    |
|         | Vuelta a España | —    | Ab.  | —    | —    | 6.º  | —    | —    | —    | —    | Ab.  | —    | —    |

### Vueltas menores
| Carrera | Carrera                | 2011 | 2012 | 2013 | 2014  | 2015 | 2016 | 2017 | 2018 | 2019 | 2020 | 2021 | 2022 |
| ------- | ---------------------- | ---- | ---- | ---- | ----- | ---- | ---- | ---- | ---- | ---- | ---- | ---- | ---- |
|         | Tour Down Under        | —    | —    | —    | —     | 4.º  | —    | —    | —    | —    | —    | X    | X    |
|         | París-Niza             | —    | —    | —    | —     | Ab.  | 12.º | —    | —    | —    | —    | —    | —    |
|         | Tirreno-Adriático      | —    | —    | 34.º | 102.º | —    | —    | 6.º  | Ab.  | 4.º  | —    | —    | —    |
|         | Volta a Cataluña       | —    | —    | —    | —     | —    | Ab.  | —    | —    | —    | X    | —    | Ab.  |
|         | Vuelta al País Vasco   | —    | —    | —    | 40.º  | 29.º | —    | —    | —    | —    | X    | —    | —    |
|         | Tour de Romandía       | —    | —    | 68.º | —     | —    | 5.º  | —    | —    | —    | X    | —    | —    |
|         | Critérium del Dauphiné | —    | —    | —    | —     | —    | —    | —    | —    | Ab.  | 7.º  | —    | —    |
|         | Vuelta a Suiza         | —    | —    | 58.º | 5.º   | 3.º  | —    | Ab.  | —    | —    | X    | 41.º | —    |
|         | Tour del Benelux       | —    | —    | 2.º  | 3.º   | —    | 9.º  | 1.º  | —    | —    | —    | 9.º  | X    |

### Clásicas, Campeonatos y JJ. OO.
| Carrera                  | Carrera                  | 2011 | 2012 | 2013         | 2014         | 2015         | 2016 | 2017         | 2018         | 2019         | 2020         | 2021 | 2022 |
| ------------------------ | ------------------------ | ---- | ---- | ------------ | ------------ | ------------ | ---- | ------------ | ------------ | ------------ | ------------ | ---- | ---- |
| Strade Bianche           | Strade Bianche           | —    | 17.º | —            | 12.º         | —            | —    | 5.º          | 21.º         | —            | —            | —    | —    |
|                          | Milán-San Remo           | —    | —    | 126.º        | 25.º         | —            | —    | 69.º         | 31.º         | 11.º         | —            | —    | —    |
|                          | Tour de Flandes          | —    | Ab.  | —            | —            | —            | —    | —            | —            | —            | —            | —    | —    |
| Amstel Gold Race         | Amstel Gold Race         | —    | 46.º | 62.º         | 20.º         | 26.º         | 91.º | —            | —            | —            | X            | —    | 30.º |
| Flecha Valona            | Flecha Valona            | —    | —    | —            | 21.º         | —            | —    | —            | —            | —            | Ab.          | —    | —    |
|                          | Lieja-Bastoña-Lieja      | —    | Ab.  | 121.º        | 65.º         | 25.º         | —    | 22.º         | 15.º         | 50.º         | 12.º         | —    | —    |
| Clásica de San Sebastián | Clásica de San Sebastián | —    | —    | —            | —            | —            | —    | 4.º          | —            | —            | X            | —    | Ab.  |
| Gran Premio de Quebec    | Gran Premio de Quebec    | —    | —    | —            | 2.º          | —            | —    | 49.º         | —            | —            | X            | X    | —    |
| Gran Premio de Montreal  | Gran Premio de Montreal  | —    | —    | —            | 6.º          | —            | —    | 28.º         | —            | —            | X            | X    | —    |
|                          | Giro de Lombardía        | —    | Ab.  | 18.º         | 43.º         | Ab.          | Ab.  | —            | —            | —            | —            | —    | —    |
| JJ. OO. (Ruta)           | JJ. OO. (Ruta)           | X    | —    | No disputado | No disputado | No disputado | Ab.  | No disputado | No disputado | No disputado | No disputado | 44.º | ND   |
| JJ. OO. (CRI)            | JJ. OO. (CRI)            | X    | —    | No disputado | No disputado | No disputado | 2.º  | No disputado | No disputado | No disputado | No disputado | 2.º  | ND   |
| Mundial en Ruta          | Mundial en Ruta          | —    | —    | Ab.          | 22.º         | 11.º         | Ab.  | 25.º         | 4.º          | —            | 14.º         | —    | —    |
| Mundial CRI              | Mundial CRI              | —    | —    | —            | 3.º          | 5.º          | 11.º | 1.º          | 2.º          | —            | —            | 10.º | —    |
| Países Bajos en Ruta     | Países Bajos en Ruta     | —    | 7.º  | 2.º          | 36.º         | —            | 52.º | 47.º         | 29.º         | —            | —            | Ab.  | 38.º |
| Países Bajos CRI         | Países Bajos CRI         | —    | 7.º  | 3.º          | 1.º          | 4.º          | 1.º  | 1.º          | —            | —            | X            | 1.º  | 2.º  |

—: No participa 

Ab.: Abandona 

X: No se disputó

## Equipos
- Rabobank Continental Team (2011)
- Argos/Giant (2012-2019)
  - Team Argos-Shimano (2012-2013)
  - Team Giant-Shimano (2014)
  - Team Giant-Alpecin (2015-2016)
  - Team Sunweb (2017-2019)
- Team Jumbo-Visma[17] (2020-2022)[1]